# Irie Révoltés

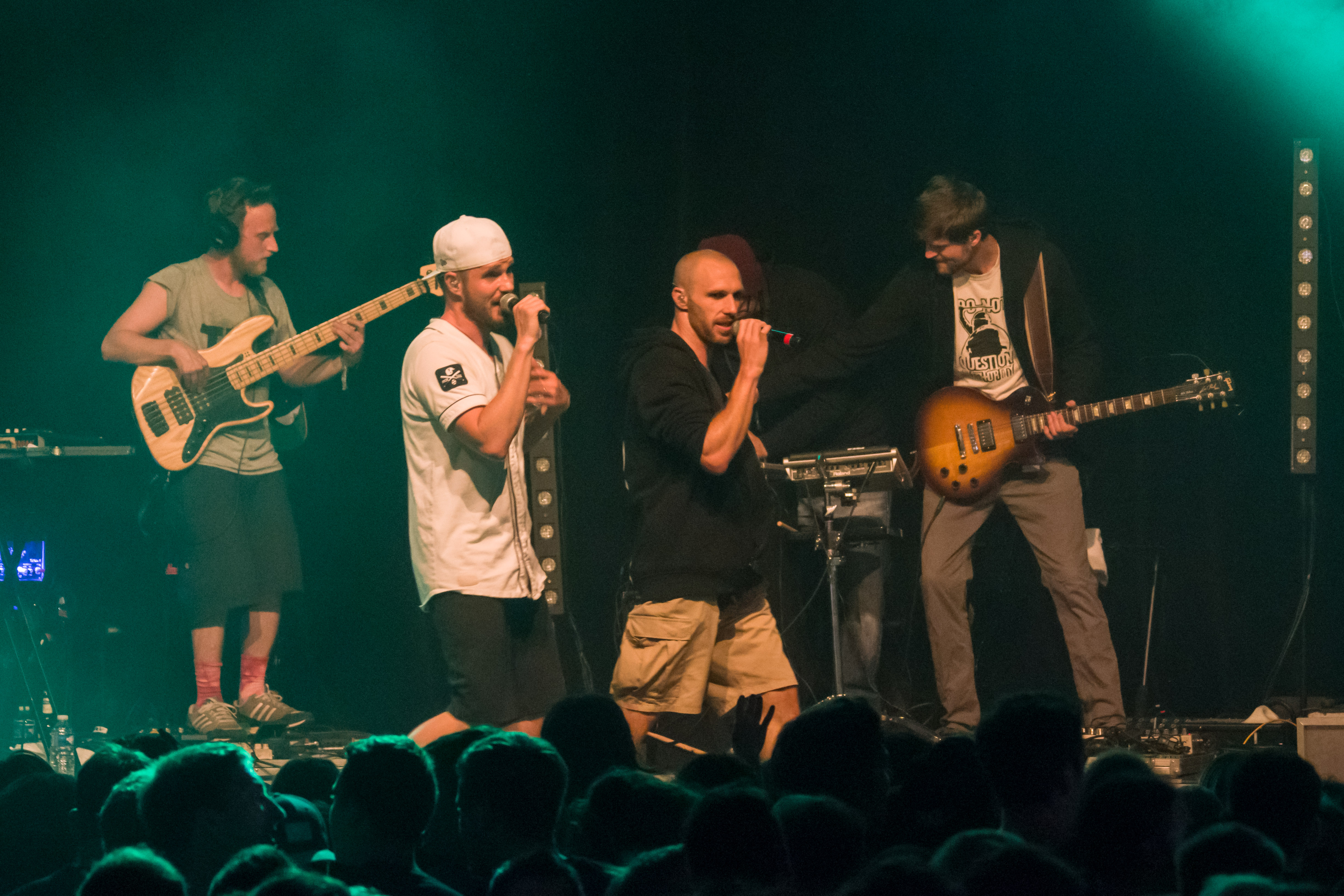
Irie Revoltes. Zelt-Musik-Festival nel 2017 a Freiburg Friburgo in Brisgovia, Germania

Gli Irie Révoltés sono una band originaria di Heidelberg composta da nove musicisti. I gemelli "Mal Élevé" e "Carlito" sono di origine francese e per questo molti brani sono cantati in francese. "Irie" deriva dal creolo giamaicano e può essere tradotto con "felice", "positivo", "libero". Il gruppo mescola influenze reggae, dancehall, ska, punk e hip hop.

## Discografia

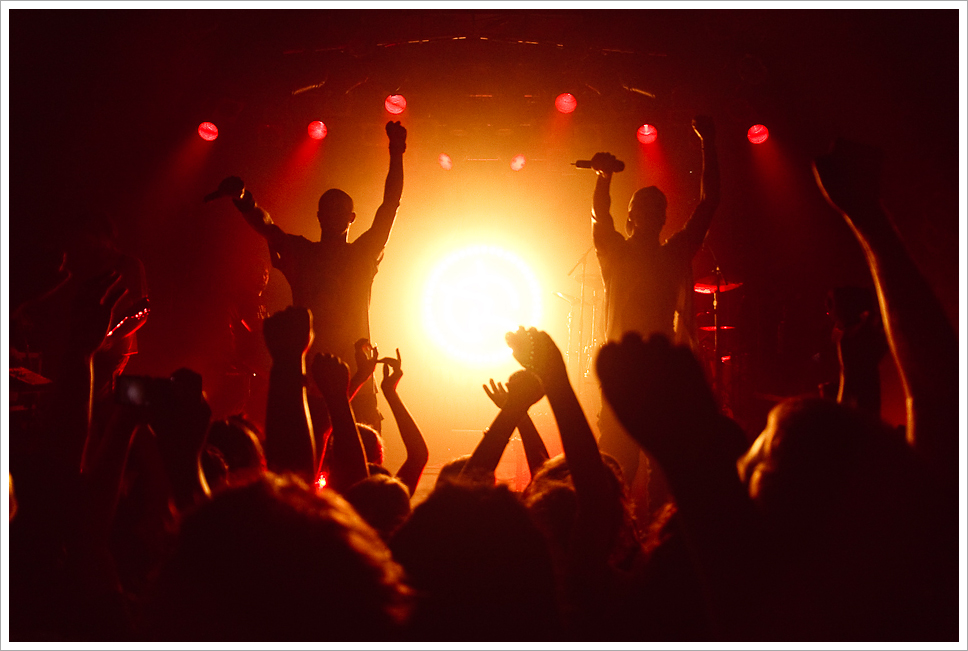
Gli Irie Révoltés nel 2010

### Album studio
- 2003 - Les deux côtés
- 2006 - Voyage
- 2010 - Mouvement mondial
- 2012 - Irie Révoltés Live (CD/DVD)
- 2013 - Allez
- 2015 - Irie Révoltés

### Singoli
- 2003 - On assassine en afrique
- 2005 - Mouvement
- 2006 - Soleil
- 2008 - Viel zu tun
- 2009 - Zeit ist Geld
- 2010 - Merci
- 2010 - Il est là
- 2010 - Antifaschist
- 2011 - Travailler
- 2013 - Allez
- 2013 - Continuer
- 2014 - Résisdanse
- 2015 - Jetzt ist Schluss/Ruhe vor dem Sturm